# C/2019 Y4 (ATLAS)
Kometa C/2019 Y4 (ATLAS) byla objevena 28. prosince 2019 automatickou přehlídkou oblohy ATLAS (Asteroid Terrestrial-impact Last Alert System) na Havajských ostrovech. Ukázalo se, že parametry její dráhy jsou velmi blízké jiné kometě C/1844 Y1, která byla tzv. Velkou kometou na přelomu1844/1845. Pravděpodobně jde tedy o úlomek kdysi větší komety. Kometa C/2019 Y4 (ATLAS) začala v lednu a únoru 2020 rychle zjasňovat a pokračuje v tomto trendu i v březnu, kdy je díky výhodné poloze vysoko na obloze pozorovatelná i triedrem. Rychlé zjasňování vedlo ke spekulacím v odborných i mediálních kruzích, zda nespatříme kometu, pozorovatelnou i pouhým okem v květnu 2020. Na začátku dubna se však jádro komety rozpadlo, ale některé jeho části přežívaly i v květnu. Kometa však výrazně zeslábla a stala se běžnými prostředky neviditelnou.

## Dráha komety
Jedná se o dlouhoperiodickou kometu. Dráha je tedy blízká parabolické, jde tedy o velmi protáhlou elipsu, a oběžná doba vychází asi na 6025 roků. Kometa se rychle blíží ke Slunci a nejvíce se k němu dostane na 0,25 au. Tzv. perihélium, neboli přísluní nastává 31. května 2020. Dráha komety má vysoký sklon vůči dráze planet (a tedy i vůči rovině ekliptiky). Před příletem ke Slunci se nachází vysoko nad ní, poté se zanoří pod tuto rovinu.

## Poloha na obloze
Kometa projde v březnu souhvězdí Velké medvědice. Během dubna a začátku května ji najdeme v nevýrazném souhvězdí Žirafy. V tomto období bude tedy pro pozorovatele v Evropě a obecně na severní polokouli vysoko na obloze. Od poloviny dubna by mohla být vidět i pouhým okem. Od 12. května se kometa přesune do souhvězdí Persea a mohlo by v té době jít o velmi jasnou kometu večerní oblohy. Od 20. května se bude rychle snižovat její úhlová vzdálenost od Slunce a bude tedy viditelná jen za předpokladu, že výrazně zjasní, jak předpovídají optimistické scénáře. Pokud přežije průlet přísluním, mohla by být minimálně stejně pěknou, nebo ještě jasnější kometou viditelnou z jižní polokoule.

## Vzhled komety

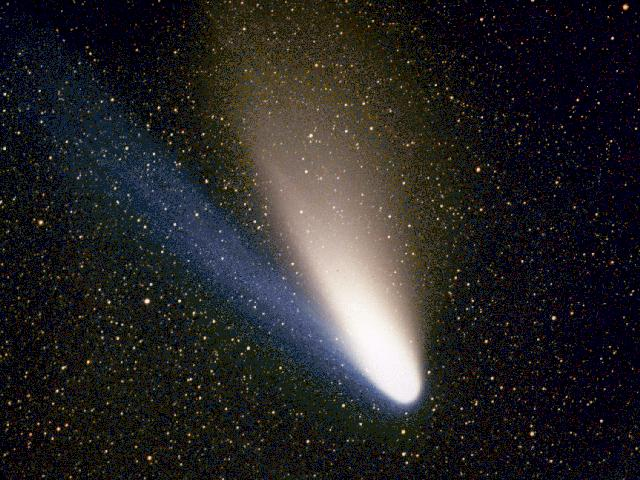
Kometa C/1995 O1 (Hale-Bopp) 11. března 1997

V prvních týdnech od objevu jevila klasický vzhled, typický pro slabší komety, kdy připomínala zelenou kouli. Tato tzv. hlava komety je tvořena uvolněnými plyny tvořenými uhlíkem a dusíkem (tzv. dikyan), které jsou ionizovány slunečním zářením a proto vyzařují světlo v zeleném oboru spektra. Postupně by se měl vytvořit iontový ohon komety. Ten by měl postupně nabírat barvu modrou, protože zde nejvíce září ionty oxidu uhelnatého, případně ohon prachový, který mívá vlivem rozptylu slunečního světla na prachových částicích barvu bílou. Prachový ohon se také stáčí, nemíří tedy přímo od Slunce, jako hon iontový. Dobře je to vidět například u velmi známé velké komety Hale-Bopp z roku 1997 (na obrázku vpravo).

## Vývoj komety
Astronomové pozorně sledují tuto kometu od února 2020.
15. 2. 2020 reportoval známý fotograf komet Michael Jäger z Rakouska, že kometa již dosahuje 14 mag a velikost komy je 3'. Tento pozorovatel si pak na snímcích 20. února všiml slabé vnější komy s celkovou velikostí 10 úhlových minut. 24. 2. potom kometu pozoroval vizuálně Alan Hale (spoluobjevitel komety na obrázku vpravo) a hlásil ji jako kometu 13,3 mag s komou o velikosti 1'.
Kometa poté nadále rychle zjasňovala a na začátku března již byla dostupná běžnými amatérskými dalekohledy. 5. 3. 2020 Michael Jäger hlásil fotograficky jasnou vnitřní komu o velikosti 10' a slabší vnější o velikosti 20'. Vizuální pozorovatelé kometu hlásili jako mlhavou skvrnu o jasnosti 11,5 mag a velikosti 5'. V polovině března už byla kometa bez obtíží viditelná velkým triedrem na tmavé obloze. Jasnost komety dosahovala 8,5 mag a velikost komy vizuálně asi 10'. Na fotografiích byl patrný ohon dlouhý až půl stupně.

## Rozpad komety
Počátkem dubna 2020, ještě než začal vadit svým světlem Měsíc, bylo zřejmé, že tempo zjasňování komety se zpomaluje, což se ještě nezdálo být tak nečekaným jevem, ale kometa dokonce nepatrně slábla. Kolem 5. dubna už byla na detailních fotografiích patrné, že okolí jádra je protažené a že kometa se pravděpodobně rozpadá. Tím můžeme vysvětlit pokles její jasnosti. 6. dubna tuto teorii potvrdil i Astronomický telegram č. 13 620. Kometa se dále rozpadala a slábla. Na rozpad se 20. a 23. dubna zaměřil i vesmírný Hubbleův teleskop (HST). Ačkoli se kometa rozpadla, dala se pozorovat i v květnu jako slabý objekt doutníkového vzhledu. Na fotografiích bylo patrné, že jedno z větších jader ještě chvíli přežilo a vše kolem 15. května vypadalo jako kometa v kometě.

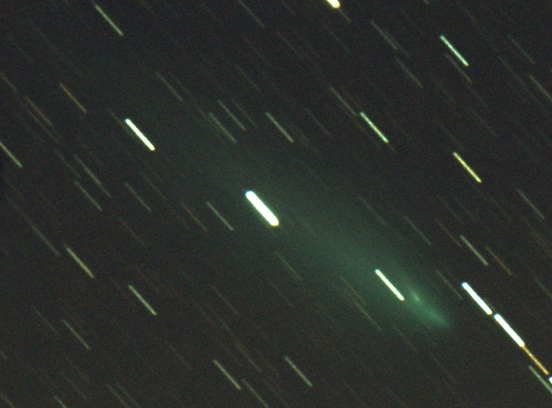
Kometa C/2019 Y4 (ATLAS) 15. května 2020. 29 snímků po 60 sekundách bylo složeno na pohybující se kometu, proto se z hvězd staly protáhlé čárky. Canon 6D, ISO3200, dalekohled Orion CT8 (200/900@1000mm).